# Kanton Saint-Germain-en-Laye-Sud
Kanton Saint-Germain-en-Laye-Sud (fr. Canton de Saint-Germain-en-Laye-Nord) Sud francouzský kanton v departementu Yvelines v regionu Île-de-France. Skládá se ze tří obcí.

## Obce kantonu
- Aigremont
- Chambourcy
- Saint-Germain-en-Laye (jižní část)